# Liga Veracruzana Estatal de Béisbol 2017
La Temporada 2017 de la Liga Veracruzana Estatal de Béisbol fue la edición número 2 de este circuito. Se realizó entre los meses de octubre a diciembre. Esta temporada estuvo conformada por 4 equipos del estado de Veracruz de Ignacio de la Llave.
Los Tobis de Acayucan se coronaron campeones del circuito por primera vez al derrotar en la Serie Final a los Chileros de Xalapa por 3 juegos a 2. El mánager campeón fue Félix Tejeda.

## Sistema de competencia
Se jugó solo los sábados y domingos y fue una temporada de aproximadamente dos meses de competencia. La primera jornada se jugó el 28 y 29 de octubre. El calendario fue de 12 juegos disputados en 6 fines de semana. La temporada regular concluyó el 3 de diciembre, y en la postemporada se enfrentaron el 1.º. vs. el 4.º y el 2.º vs. el 3.º a partir del 9 de diciembre, las series fueron a ganar dos de tres juegos. Los ganadores se enfrentaron por el campeonato, en un compromiso a ganar tres de cinco juegos posibles.

## Equipos participantes
| Liga Veracruzana Estatal de Béisbol 2017 |                  |                                    |                                    |
| Equipo                                   | Mánager          | Sede                               | Estadio                            |
| Arroceros de Tierra Blanca               | Román González   | Tierra Blanca, Veracruz            | Gustavo "Burjois" Fernández        |
| Cafeteros de Coatepec                    | Rolando Camarero | Coatepec, Veracruz                 | Adolfo López Mateos                |
| Chileros de Xalapa                       | Francisco Rivera | Xalapa, Veracruz                   | Deportivo Colón                    |
| Tobis de Acayucan                        | Félix Tejeda     | Acayucan, Veracruz Oluta, Veracruz | "Luis Díaz Flores" Emiliano Zapata |

## Posiciones
- Actualizadas las posiciones al 3 de diciembre de 2017.

| Liga Veracruzana Estatal de Béisbol | Liga Veracruzana Estatal de Béisbol | Liga Veracruzana Estatal de Béisbol | Liga Veracruzana Estatal de Béisbol | Liga Veracruzana Estatal de Béisbol | Liga Veracruzana Estatal de Béisbol |
| Equipo                              | JJ                                  | JG                                  | JP                                  | PCT                                 | JV                                  |
| ----------------------------------- | ----------------------------------- | ----------------------------------- | ----------------------------------- | ----------------------------------- | ----------------------------------- |
| Acayucan                            | 11                                  | 8                                   | 3                                   | .727                                | -                                   |
| Xalapa                              | 12                                  | 7                                   | 5                                   | .583                                | 1.5                                 |
| Coatepec                            | 11                                  | 4                                   | 7                                   | .364                                | 4.0                                 |
| Tierra Blanca                       | 12                                  | 4                                   | 8                                   | .333                                | 4.5                                 |

## Playoffs
|  | Semifinales         | Semifinales         | Semifinales         |          |   | Final                | Final                | Final                |  |
|  | 9 - 10 de diciembre | 9 - 10 de diciembre | 9 - 10 de diciembre |          |   | 16 - 24 de diciembre | 16 - 24 de diciembre | 16 - 24 de diciembre |  |
|  |                     |                     |                     |          |   |                      |                      |                      |  |
|  |                     |                     |                     |          |   |                      |                      |                      |  |
|  | 3                   | Coatepec            | 0                   |          |   |                      |                      |                      |  |
|  | 3                   | Coatepec            | 0                   |          |   |                      |                      |                      |  |
|  | 2                   | Xalapa              | 2                   |          |   |                      |                      |                      |  |
|  | 2                   | Xalapa              | 2                   |          | 2 | Xalapa               | 2                    |                      |  |
|  |                     |                     |                     |          | 2 | Xalapa               | 2                    |                      |  |
|  |                     |                     | 1                   | Acayucan | 3 |                      |                      |                      |  |
|  | 4                   | Tierra Blanca       | 1                   | Acayucan | 3 | 0                    |                      |                      |  |
|  | 4                   | Tierra Blanca       |                     |          |   | 0                    |                      |                      |  |
|  | 1                   | Acayucan            | 2                   |          |   |                      |                      |                      |  |
|  | 1                   | Acayucan            | 2                   |          |   |                      |                      |                      |  |
|  |                     |                     |                     |          |   |                      |                      |                      |  |